# Mashan
Der Kreis Mashan (chinesisch 马山县, Pinyin Mǎshān Xiàn; Zhuang Majsanh Yen) ist ein Kreis der bezirksfreien Stadt Nanning der Hauptstadt des Autonomen Gebietes Guangxi der Zhuang-Nationalität im Süden der Volksrepublik China. Er hat eine Fläche von 2.341 km² und zählt 414.200 Einwohner (Stand: Ende 2018).

## Ethnische Gliederung der Bevölkerung (2000)
Beim Zensus im Jahr 2000 hatte Mashan 399.439 Einwohner.
| Name des Volkes | Einwohner | Anteil  |
| --------------- | --------- | ------- |
| Zhuang          | 302.035   | 75,61 % |
| Han             | 62.625    | 15,68 % |
| Yao             | 33.873    | 8,48 %  |
| Mulam           | 474       | 0,12 %  |
| Sonstige        | 432       | 0,11 %  |